# Voissizza
Voissizza (in sloveno Vojščica, in italiano in passato Voiscizza, Voischizza o Voissizza di Comeno) è un paese della Slovenia, frazione del comune di Merna-Castagnevizza. È sede di una delle 8 comunità locali in cui si suddivide il comune.
La località, a nord del vallone di Brestovizza (Brestovški dol), si trova a 302,6 metri s.l.m. e a 7,9 chilometri dal confine italiano.

L'insediamento (naselje) è diviso in due frazioni: Dolnja vas e Gornja vas.

## Storia
Durante il dominio asburgico Voiscizza (Vojščica o Voiščica) fu comune autonomo, inquadrato nella Contea di Gorizia e Gradisca e, dal 1849, nel Litorale austriaco.
Dal 1920 al 1947 fece parte del Regno d'Italia, inquadrato dal 1923 nella provincia del Friuli e rimanendo in un primo tempo comune autonomo, diviso nelle frazioni di Voischizza Inferiore e Voischizza Superiore. Il nome della cittadina venne modificato dapprima in Voischizza e successivamente dal 1923 in Voissizza di Comeno (divenendo successivamente Voissizza). Nel 1927 entrò a far parte della ricostituita Provincia di Gorizia e l'anno successivo il comune fu soppresso e aggregato a Temenizza. In seguito alla seconda guerra mondiale e ai Tratti di Parigi, nel 1947 la cittadina passò alla Jugoslavia e quindi nel 1991 alla Slovenia.
Secondo il censimento del 1921, il 14,59% della popolazione era italiana.

## Geografia fisica

### Alture principali
Tabor, 328 m; Veliki vrh, 261 m.